# Magyarország kormányzati szervezetrendszere
Magyarország kormányzati szervezetrendszerét a központi államigazgatási szervekről, valamint a Kormány tagjai és az államtitkárok jogállásáról szóló 2010. évi XLIII. törvény szabályozza az alábbiak szerint.
- Központi államigazgatási szervek:
  - a Kormány,
  - a kormánybizottság,
  - a minisztérium,
  - az autonóm államigazgatási szerv:
    - a Közbeszerzési Hatóság,
    - az Egyenlő Bánásmód Hatóság,
    - a Gazdasági Versenyhivatal,
    - a Nemzeti Adatvédelmi és Információszabadság Hatóság,
    - a Nemzeti Választási Iroda.

- - a kormányhivatal:
    - a Központi Statisztikai Hivatal,
    - az Országos Atomenergia Hivatal,
    - a Szellemi Tulajdon Nemzeti Hivatala,
    - a Nemzeti Adó- és Vámhivatal,
    - a Nemzeti Kutatási, Fejlesztési és Innovációs Hivatal.

  - a Katonai Nemzetbiztonsági Szolgálat

- - a rendvédelmi szerv:
    - a rendőrség,
    - a büntetés-végrehajtási szervezet,
    - a hivatásos katasztrófavédelmi szerv,
    - a polgári nemzetbiztonsági szolgálatok.

- - az önálló szabályozó szerv:
    - a Nemzeti Média- és Hírközlési Hatóság,
    - a Magyar Energetikai és Közmű-szabályozási Hivatal
    - Szabályozott Tevékenységek Felügyeleti Hatósága[2] (2021. október 1-jétől).

- Területi államigazgatási szervek: a fővárosi és megyei kormányhivatalok.